# Reprezentacja Południowej Afryki w hokeju na trawie kobiet
Reprezentacja Republiki Południowej Afryki w hokeju na trawie kobiet jest zaliczana do czołowych zespołów na świecie w tej dyscyplinie. Czterokrotnie występowała w igrzyskach olimpijskich (w 2004 roku zajęła 9. miejsce) i pięciokrotnie w mistrzostwach świata, gdzie w 1998 roku, w Utrechcie zajęła 7. miejsce. Jeden raz występowała w Champions Trophy, zajmując w 2000 roku 5. miejsce.
Południowoafrykańskie hokeistki na trawie siedmiokrotnie zdobyły mistrzostwo kontynentu (1994, 1998, 2005, 2009, 2013, 2017, 2022) oraz trzykrotnie zwyciężały w igrzyskach afrykańskich (1995, 1999, 2003).

## Osiągnięcia

### Igrzyska olimpijskie
- nie wystąpiła - 1980
- nie wystąpiła - 1984
- nie wystąpiła - 1988
- nie wystąpiła  - 1992
- nie zakwalifikowała się - 1996
- 10. miejsce - 2000
- 9. miejsce - 2004
- 11. miejsce - 2008
- 10. miejsce - 2012
- nie zakwalifikowała się - 2016
- 12. miejsce - 2020
- 11. miejsce - 2024

### Mistrzostwa świata
- nie wystąpiła - 1974
- nie wystąpiła - 1976
- nie wystąpiła - 1978
- nie wystąpiła - 1981
- nie wystąpiła - 1983
- nie wystąpiła - 1986
- nie wystąpiła - 1990
- nie wystąpiła - 1994
- 7. miejsce - 1998
- 13. miejsce - 2002
- 12. miejsce - 2006
- 10. miejsce - 2010
- 9. miejsce - 2014
- 15. miejsce - 2018
- 15. miejsce - 2022